# Råde Station
Råde Station (Råde stasjon) er en norsk jernbanestation på Østfoldbanen (vestre linje) i Råde. Stationen består af to spor med hver sin sideliggende perron, der er forbundet med en gangbro. Desuden er der en stationsbygning med ventesal og toiletter samt en parkeringsplads. Stationen ligger 17,9 m.o.h., 77,0 km fra Oslo S. Den betjenes af NSB's regionaltog mellem Oslo og Halden/Göteborg.
Stationen åbnede sammen med Østfoldbanen 2. januar 1879. Oprindeligt hed den Raade, men den skiftede navn til Råde i april 1921. Den blev fjernstyret 17. december 1973 og gjort ubemandet 1. januar 1979. Stationsbygningen blev opført i træ i 1879 efter tegninger af Peter Andreas Blix. Resten af stationen blev moderniseret i 2013, så den fik universel udformning med nye perroner, gangbro og parkeringsplads.